# GVV Be Quick in het seizoen 1959/60
Het seizoen 1959/1960 was het zesde jaar in het bestaan van de Groninger betaaldvoetbalclub Be Quick. De club kwam uit in de Tweede divisie B en eindigde daarin op de eerste plaats. Dit betekende dat de club promoveerde naar de Eerste divisie.

## Wedstrijdstatistieken

### Tweede divisie B
|       | Enschedese Boys | Heerenveen | Hilversum | Oldenzaal | PEC   | Rheden | Tubantia | Velocitas | Velox | Zeist | Zwartemeer | Zwolsche Boys |
| ----- | --------------- | ---------- | --------- | --------- | ----- | ------ | -------- | --------- | ----- | ----- | ---------- | ------------- |
| Thuis | 1 – 1           | 2 – 0      | 2 – 3     | 1 – 0     | 4 – 1 | 1 – 1  | 1 – 1    | 2 – 0     | 1 – 2 | 0 – 0 | 2 – 0      | 2 – 1         |
| Uit   | 4 – 1           | 6 – 0      | 0 – 0     | 1 – 4     | 0 – 1 | 2 – 1  | 0 – 0    | 0 – 1     | 1 – 3 | 2 – 5 | 2 – 2      | 1 – 3         |

## Statistieken Be Quick 1959/1960

### Eindstand Be Quick in de Nederlandse Tweede divisie B 1959 / 1960
| Stand | Gespeeld | Gewonnen | Gelijk | Verloren | Punten | Doelpunten voor | Doelpunten tegen |
| ----- | -------- | -------- | ------ | -------- | ------ | --------------- | ---------------- |
| 1e    | 24       | 12       | 7      | 5        | 31     | 40              | 29               |

### Topscorers
| Competitie \| # \| Naam \| \| \| ------ \| ---------------- \| -- \| \| 1. \| Dirk Roelfsema \| 12 \| \| 2. \| Ap Hansems \| 8 \| \| 2. \| Fré Mensinga \| 8 \| \| 4. \| János Bédl \| 4 \| \| 5. \| Wim van Dalsum \| 3 \| \| 6. \| Henk Duitsch \| 1 \| \| 6. \| Chris Eimers \| 1 \| \| 6. \| Ton Lupker \| 1 \| \| 6. \| Rob Oosterhuis \| 1 \| \| 6. \| Gerard Oosterloo \| 1 \| \| Totaal \| Totaal \| 40 \| |                  |      |
| # | Naam             | Goal |
| 1. | Dirk Roelfsema   | 12   |
| 2. | Ap Hansems       | 8    |
| 2. | Fré Mensinga     | 8    |
| 4. | János Bédl       | 4    |
| 5. | Wim van Dalsum   | 3    |
| 6. | Henk Duitsch     | 1    |
| 6. | Chris Eimers     | 1    |
| 6. | Ton Lupker       | 1    |
| 6. | Rob Oosterhuis   | 1    |
| 6. | Gerard Oosterloo | 1    |
| Totaal | Totaal           | 40   |